# Phragmatobia pulverulenta
Phragmatobia pulverulenta là một loài bướm đêm thuộc phân họ Arctiinae, họ Erebidae.